# Provinzialbibliothek Amberg
Die Provinzialbibliothek Amberg (auch  Staatliche Bibliothek Amberg) in Amberg ist die Regionalbibliothek des Freistaates Bayern der Region. Als wissenschaftliche Bibliothek steht sie allen Interessenten aus der Region für wissenschaftliche Zwecke sowie der beruflichen Arbeit und der Fortbildung zur Verfügung. Zum Sammelauftrag der Bibliothek gehört die Beschaffung, bibliografische Erschließung und Archivierung von Publikationen über Amberg sowie der mittleren und nördlichen Oberpfalz.

## Bestand
Die Bibliothek verfügt über einen Bestand von 135.000 Medieneinheiten und fast 100 Zeitschriften. (Stand: 2024)
Der alte Bestand, der hauptsächlich aus der ehemaligen Bibliothek des Jesuitenkollegs Amberg und den aufgehobenen Klosterbibliotheken der Region stammt wie z. B. Kloster Ensdorf, Kloster Michelfeld, Kloster Reichenbach am Regen, Kloster Speinshart, Kloster Walderbach, Kloster Waldsassen und Kloster Weißenohe, beläuft sich auf ca. 35.000 Bände. Darunter befinden sich 308 Inkunabeln und 1750 Frühdrucke (bis Erscheinungsjahr 1550).

## Geschichte
Im Zuge der Säkularisation wurden in Bayern zahlreiche regionale Bibliotheken gegründet. Als eine der ersten entstand die Provinzialbibliothek Amberg, die vorerst im aufgehobenen Kloster der Salesianerinnen untergebracht war. Insgesamt kamen in den Jahren 1805 bis 1808 fast 50.000 Bände zusammen, die von zwei zu Bibliothekaren ernannten ehemaligen Benediktinern, Maurus von Schenkl aus Prüfening und Joseph Moritz aus Ensdorf geordnet und katalogisiert wurden.
Durch einen Brand im Jahre 1815 ging rund ein Drittel des Bestandes, ca. 16.500 Bände, verloren. Ein Teil der geretteten Bände wurde sofort ins Maltesergebäude (das ehemalige Jesuitenkolleg) gebracht, die restlichen Bücher samt den Regalen folgten 1826. Im Bibliothekssaal (seit 1925 im Besitz der Kath. Kirchenstiftung St. Georg) fand die Bibliothek ihre endgültige Bleibe.
Ab 1893 wurde die Bibliothek von Gymnasialprofessor Johann Drescher neu geordnet. Zwei Weltkriege und schwierige Nachkriegszeiten mit Inflation und Währungsreform überstand die Bibliothek unbeschadet. 1963 erhielt die Bibliothek den ersten hauptamtlichen Bibliothekar. 1977 wurden Räume von der Stiftung Studienseminar in der Malteser-Vierflügelanlage angemietet. Ein Erweiterungsbau mit Anbindung an den Altbau konnte 2003 entlang dieses Flügels bezogen werden.